# Arturo Mélida y Alinari

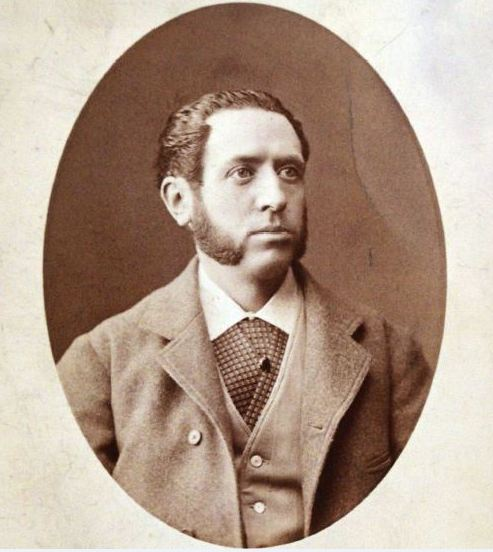
Arturo Mélida

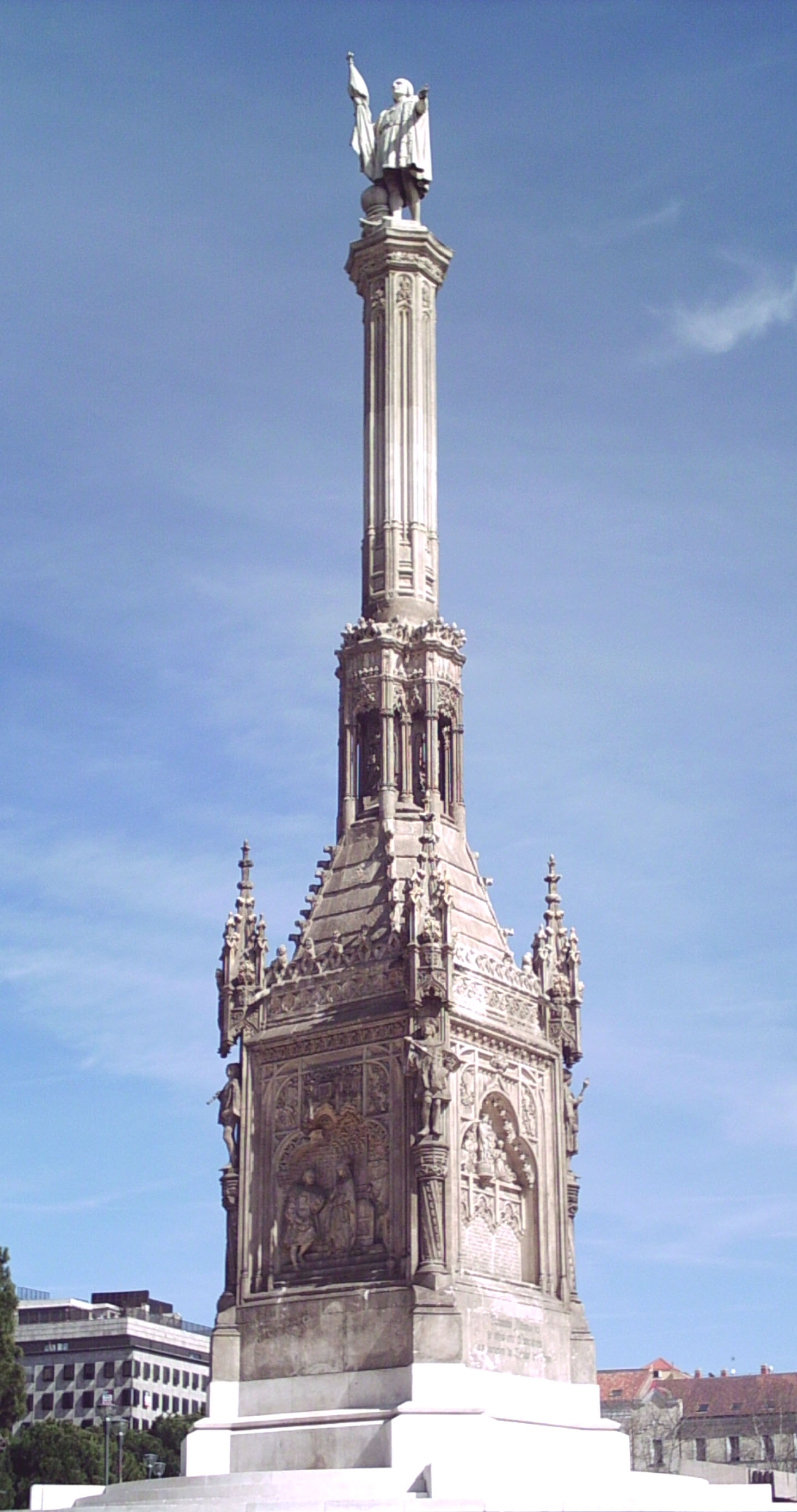
Denkmal für Christoph Columbus, Madrid 1885

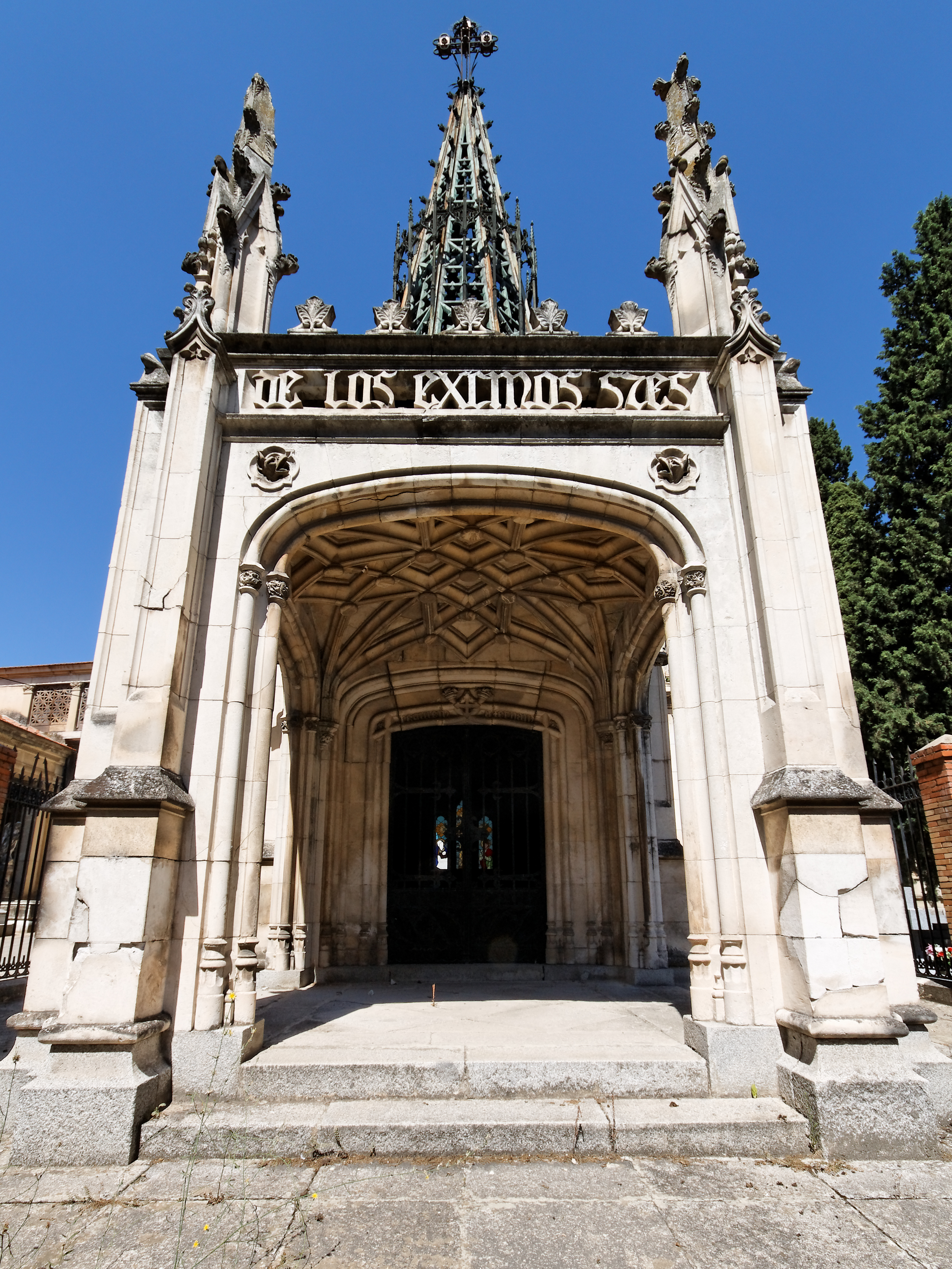
Grabmal der Marqueses de Amboage im Cementerio de San Isidro, Madrid

Arturo Mélida y Alinari (* 24. Juli 1849 in Madrid; † 15. Dezember 1902, ebenda) war ein spanischer Architekt, Bildhauer und Maler.

## Leben
1873 schloss er sein Architekturstudium an der Escuela Superior de Arquitectura de Madrid ab, an die er später als Professor berufen wurde. Daneben wirkte er auch als Maler, hauptsächlich bei der Ausgestaltung großbürgerlicher Palais in Madrid, etwa des Palacio Bauer.
1899, drei Jahre vor seinem Tod, wurde er in die Real Academia de Bellas Artes de San Fernando aufgenommen. Für seinen spanischen Pavillon bei der Weltausstellung Paris 1889 erhielt er die Goldmedaille der Académie française und das Großkreuz der Ehrenlegion.
Sein Bruder Enrique Mélida y Alinari war ein bekannter Maler.